# Bjurström & Brodin arkitektkontor

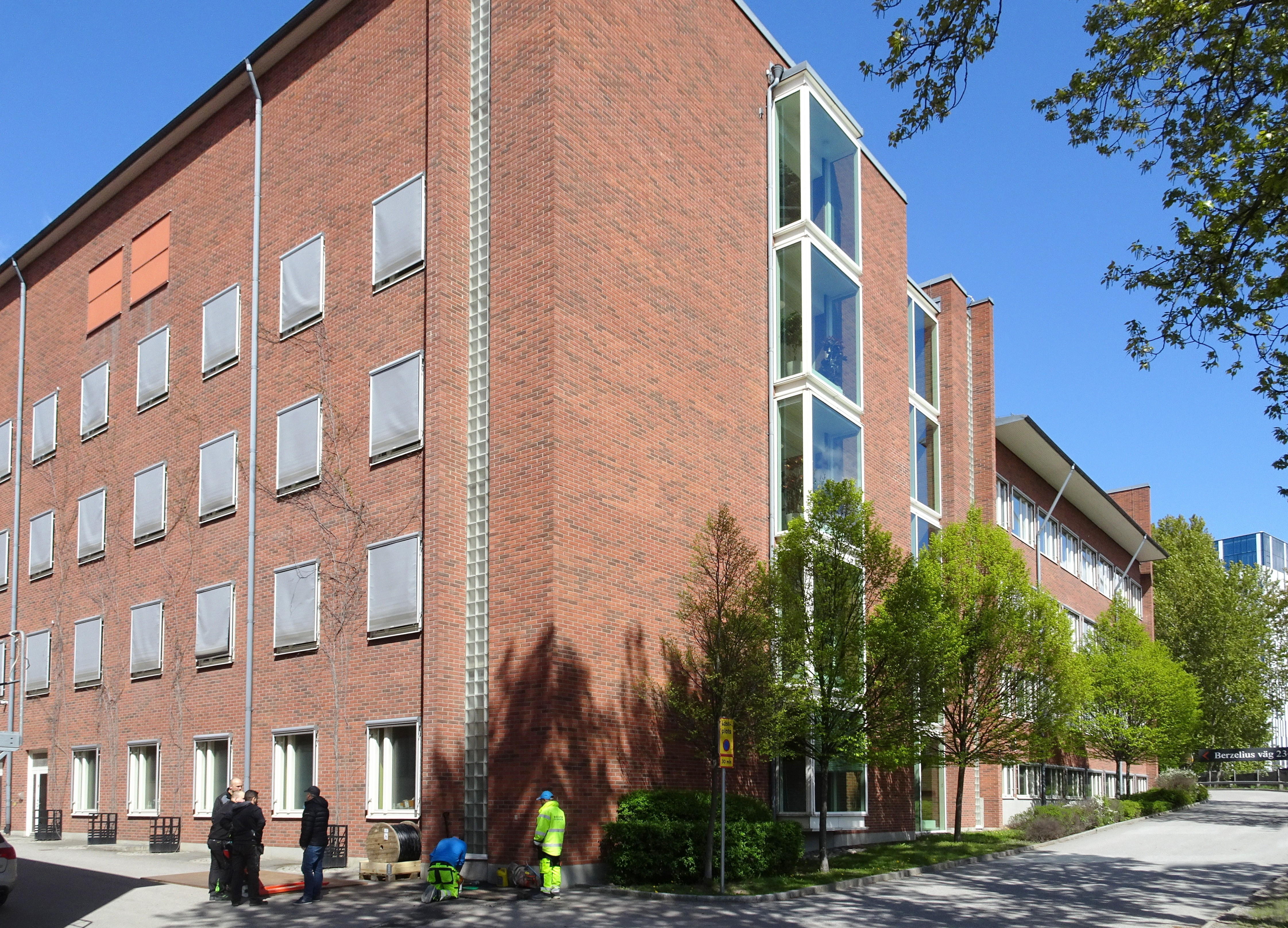
CGB Laboratoriet på Campus Solna.

Bjurström & Brodin Arkitekter var ett svenskt arkitektkontor som grundades 1987 av arkitekterna Krister Bjurström och Bertil Brodin. År 2011 förvärvades kontoret av Tengbomgruppen. Bjurström & Brodin var framgångsrika inom områden som vård- och medicinskt byggande, laboratorier, universitet och högskolor samt kulturbyggnader, ofta med Akademiska hus som beställare.

## Historik
Krister Bjurström (född 1948) och Bertil Brodin (1939–2021) var båda medarbetare på Nyréns Arkitektkontor innan de beslöt att bilda en egen verksamhet under namnet Bjurström & Brodin Arkitekter, där Bjurström blev verkställande direktör. Startskottet var en inbjudan av Byggnadsstyrelsen att bygga om delar av Institutionen för mikrobiologi, tumör- och cellbiologi (MTC). Därefter vann kontoret arkitekttävlingen om Scheelelaboratoriet på Campus Solna. Bjurström och Brodin hade sedan tidigare erfarenhet med laboratorieprojekt bland annat från Nyréns tid.
I samband med projekteringen för Scheelelaboratoriet utarbetade Bjurström & Brodin en ny flexibel laboratoriemodell som kom att kallas ”Scheelemodellen”. Modellen gick ut på att, i motsats till dittills praktiserade lösningar, kunna använda lokalytorna till både kontor eller laboratorium respektive i kombination av bådadera. Laboratorierna / kontorsrum koncipierades mycket flexibla och specialritades inte för någon viss verksamhet utan kunde kontinuerlig anpassas till den aktuella hyresgästens behov. Efter samma koncept ritade Bjurström & Brodin även Retziuslaboratoriet och CGB Laboratoriet (Centrum för Genomik och Bioinformatik) som båda ligger på Campus Solna och färdigställdes år 2001.
År 2011 förvärvades Bjurström & Brodin Arkitekter med ett tiotal medarbetare av Tengbomgruppen som därmed skulle stärka sin kompetens inom vård- och laboratorieprojekt.

## Arbeten i urval
- Scheelelaboratoriet, Solna, (1997)
- Konradsbergshallen, Stockholm, (1999)
- Retziuslaboratoriet, Solna, (2001)
- CGB Laboratoriet, Solna, (2001)
- Blästern 11, Stockholm, om- och tillbyggnad (2002), tillsammans med Alenius Åhlund Arkitektkontor
- Wallenberglaboratoriet, Lilla Frescati, Stockholm, (2004)
- Läkemedels och nutritionscentrum, Göteborg, (2008)
- BioCentrum, Uppsala, (2011)

## Bilder, arbeten i urval

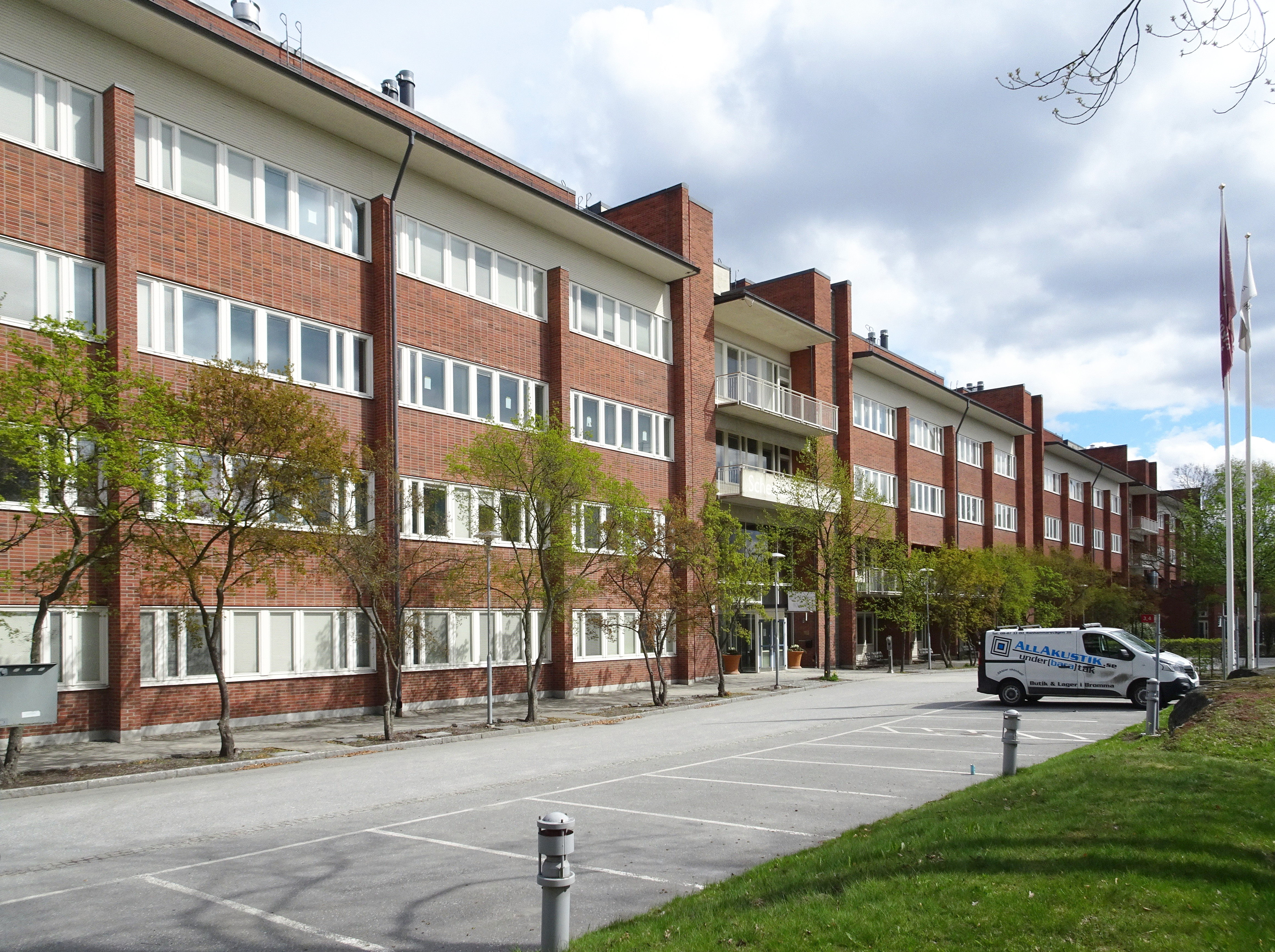
Scheelelaboratoriet.
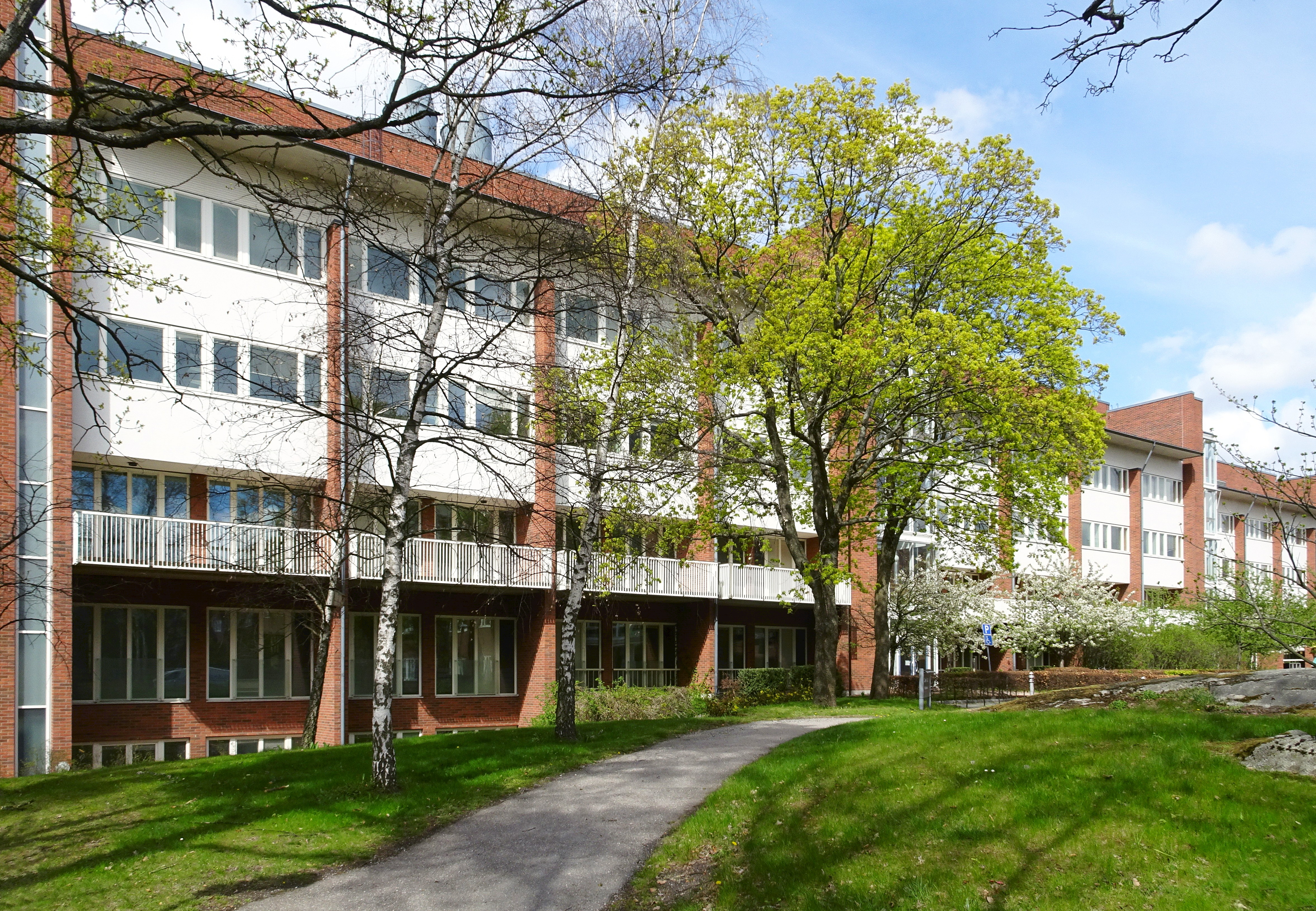
Retziuslaboratoriet.
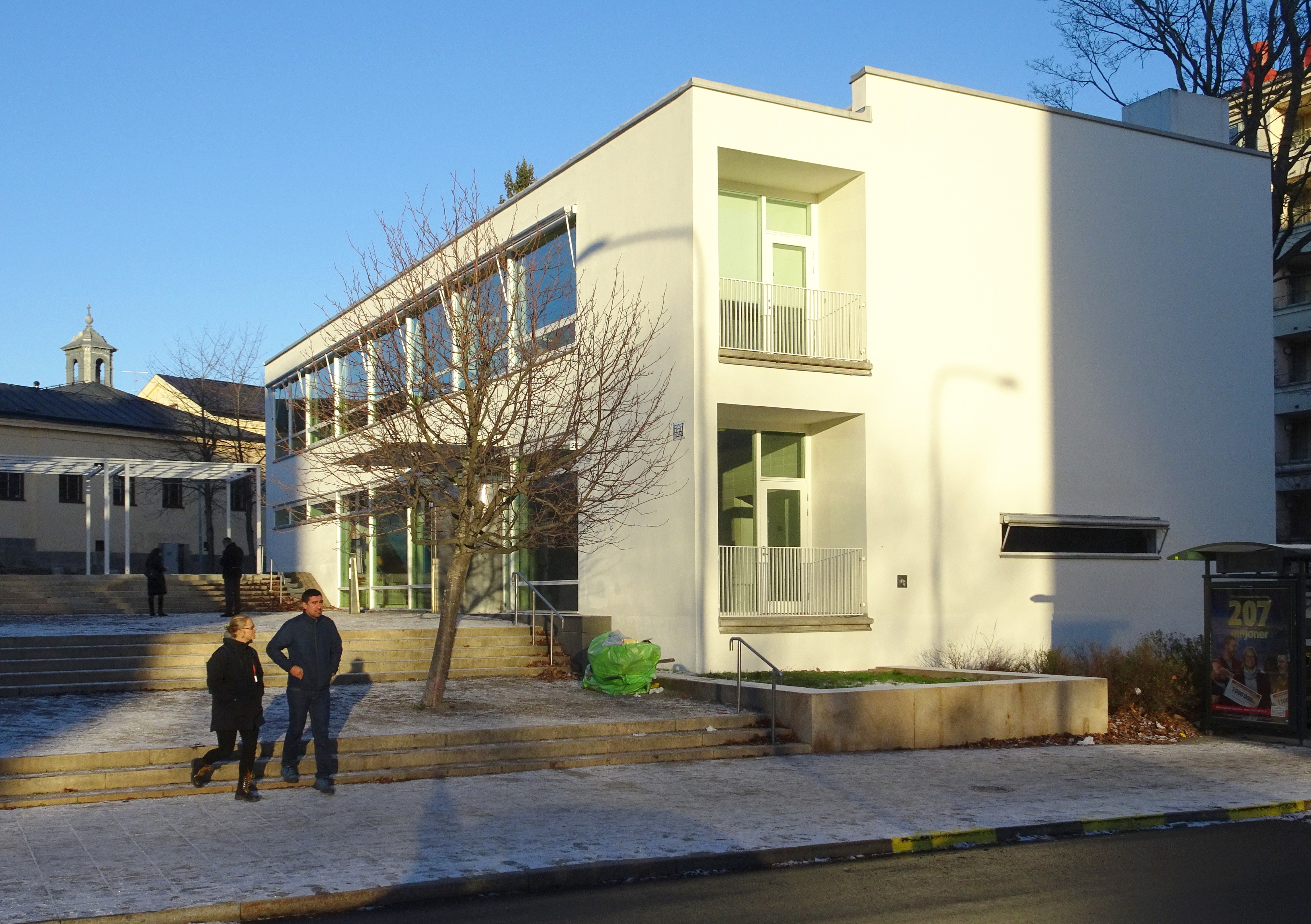
Konradsbergshallen.
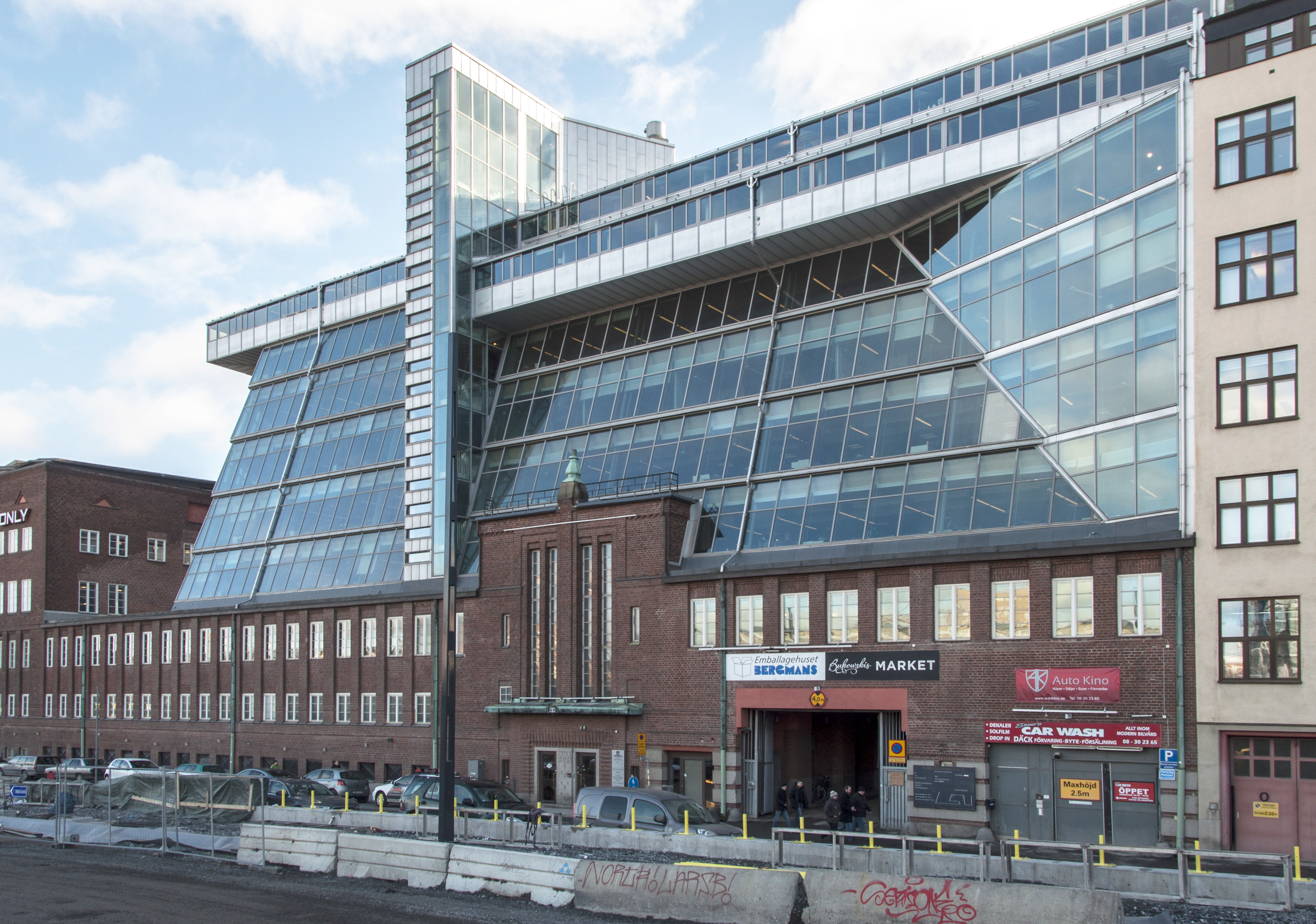
Blästern 11.
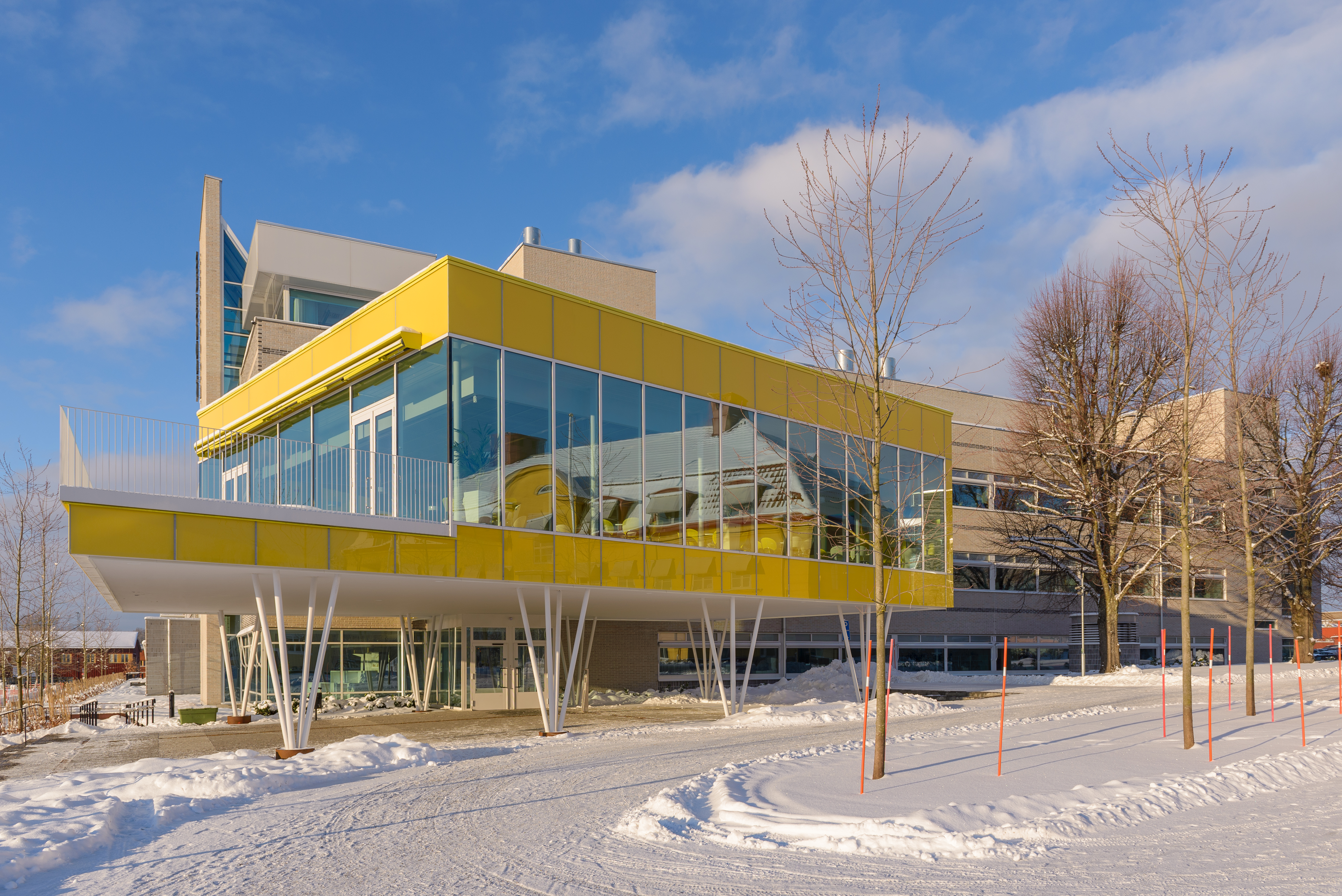
BioCentrum